# Oryzias melastigma
Oryzias melastigma is een straalvinnige vissensoort uit de familie van schoffeltandkarpers (Adrianichthyidae). De wetenschappelijke naam van de soort is voor het eerst geldig gepubliceerd in 1839 door McClelland.
De soort staat op de Rode Lijst van de IUCN als niet bedreigd, beoordelingsjaar 2010.